# Lotar I. Karolinški
Lotar I. (nizozemsko Lotharius, nemško Lothar, francosko Lothaire, italijansko Lotario) je bil kralj Bavarske (815–817), Italije (818–855), Srednje Frankovske (840–855) in cesar Svetega rimskega cesarstva (817–855, do leta 840 kot sovladar svojega očeta Ludvika Pobožnega), * 795, † 29. september 855.
Lotar je bil najstarejši sin karolinškega cesarja Ludvika Pobožnega (vladal 814–840) in Ermengarde Hesbajske, hčerke hesbajskega vojvode Ingermana. S svojima bratoma Pipinom I. Akvitanskim in Ludvikom Nemškim se je večkrat uprl svojemu očetu zaradi njegovih poskusov imenovanja njihovega polbrata Karla Plešastega za sodediča Frankovskega cesarstva. Po očetovi smrti sta Karel in Ludvik združila svoje sile proti Lotarju I., ki je nameraval prevzeti oblast v celem cesarstvu, in začela se je tri leta trajajoča državljanska vojna (840–843). Vojna se je končala s sklenitvijo Verdunske pogodbe o delitvi Frankovskega cesarstva, ki ga je združil njihov stari oče Karel Veliki, in položili temelje sodobne Francije in Nemčije. 

## Mladost in vladanje
Lotar je otroštvo verjetno preživel na dvoru svojega starega očeta Karla Velikega, vendar je o tem zelo malo podatkov. Ko je Karel Veliki leta 814 umrl, je svoje obsežno cesarstvo zapustil svojemi 36 let staremu sinu Ludviku. Lotarja so naslednje leto poslali na Bavarsko, da bi tam vladal kot očetov podkralj. V zgodovino se je prvič zapisal leta 817, ko je Ludvik Pobožni objavil Ordinatio Imperii - odlok o delitvi cesarstva. Lotar je poleg ozemlja nasledil tudi cesarski naslov in s tem oblast nad mlajšima bratoma Pipinom Akvitanskim in Ludvikom Nemškim in nečakom Bernardom Italijanskim. Če bi slednji umrli brez naslednikov, bi nasledil tudi njihova kraljestva. Lotarja je zatem oče v Aachnu kronal za svojega socesarja. Brata Pipin in Ludvik sta kot dedni kraljestvi dobila Akvitanijo oziroma Bavarsko. Po Bernardovem umoru na ukaz Ludvika Pobožnega je Lotar dobil tudi Italsko kraljestvo. Leta 821 se je poročil z Emergardo, hčerko tourskega grofa Huga.
Leta 822 je prevzel oblast v Italiji, potem pa ga je na Veliko noč 5. aprila 823 v Rimu za cesarja kronal tudi papež Pashal I.. Novembra 824 je objavil statut Constitutio Romana, ki je določal odnose med papežem in cesarjem, za katerega je bila rezervirana vrhovna oblast v posvetnih zadevah. Kasneje je izdal še nekaj odlokov za izboljšanje vladanja v Italiji.
Po vrnitvi na očetov dvor je njegova mačeha Judita dosegla njegovo soglasje k načrtu, ki je njenemu sinu Karlu zagotovil lastno kraljestvo, in mladi princ je leta 829 postal kralj Alemanije. Lotar je kmalu zatem spremenil svoje mnenje in naslednjih deset let preživel v stalnih spopadih z očetom zaradi delitve cesarstva. Občasno je bil vladar cesarstva, zatem pregnan in konfiniran v Italiji, občasno zaveznik svojih bratov in takoj nato njihov nasprotnik. Temu primerno so se širile in krčile tudi meje njegovega kraljestva.

## Delitev cesarstva
Prvi upor, v katerem so se vsi trije bratje skupaj uprli očetu in ga odstavili, se je začel leta 830. Leta 831 je Ludvik Pobožni ponovno prišel na prestol, odvzel Lotarju cesarski naslov in Italijo dal Karlu. K drugemu uporu jih je naščuval milanski nadškof Angilbert II. leta 833 in Ludvik je bil leta 834 ponovno odstavljen. Lotar je zaradi lojalnosti Langobardov in kasnejše sprave v vseh kasnejših delitvah cesarstva obdržal Italijo.
Ko je Ludvik Pobožni leta 840 umiral, je svoje cesarske insignije poslal Lotarju, ki je, nezadovoljen z različnimi delitvami cesarstva, zahteval celo cesarstvo zase. Ob očetovi smrti je bil star 45 let. Pogajanjem z bratom Ludvikom Nemškim in polbratom Karlom Plešastim, ki sta se upirala njegovi zahtevi, je sledilo zavezništvo mlajših bratov proti Lotarju. V odločilni bitki pri  Fontenay-en-Puisayeu 25. junija 841 je bil Lotar odločilno poražen in je pobegnil v Aachen. Z novo vojsko je začel plenilsko vojno, vendar sta bili vojski njegovih bratov zanj premočni. Pobral je vse, kar je lahko odnesel, zapustil prestolnico in jo prepustil bratoma. V Speyerju se je sestal z voditelji stelingov in jim obljubil svojo podporo v zameno za njihovo. Ludvik in nato domače saško plemstvo so naslednje leto zatrli upor stelingov.
Začela so se mirovna pogajanja. Bratje so se junija 842 sestali na otoku na Saoni in sklenili dogovor, iz katerega je po mnogo težavah in zavlačevanjih nastala Verdunska pogodba, podpisana avgusta 843. Po tej pogodbi je Lotar obdržal cesarski naslov in dobil severno Italijo in raztegnjeno ozemlje od Severnega do Sredozemskega morja, večinoma v dolinah Rena in Rone. Vanj so bile vključene pokrajine Lorena, Alzacija, Burgundija in Provansa. Italijo je kmalu prepustil najstarejšemu sinu Ludviku II., preostali del kraljestva pa je postal prizorišče sporov in sprav med brati in cilj napadov Vikingov na severu in Saracenov na jugu.
Leta 845 v Provansi izbruhnil upor, ki ga je vodil  grof Arlesa Fulkrad. Lotar je upor zadušil, grof pa se mu je leta 846 pridružil na pohodu proti Saracenom v Italiji. 

## Smrt in delitev kraljestva
Lotar je leta 855 resno zbolel in, brez upanja na ozdravitev, svoje kraljestvo razdelil med tri sinove.  23. septembra je vstopil v samostan Prüm, kjer je šest dni kasneje umrl. Pokopali so ga v Prümu. Njegove posmrtne ostanke so odkrili leta 1860.
Delitev Lotarjevega kraljestva je bila dokončno potrjena z Mersensko pogodbo, sklenjeno leta 870. Najstarejši, Ludvik II. Provansalski, je dobil Italijo in cesarski naslov, drugi, Lotar II. Lotarinški, je dobil Lotaringijo, najmlajši, Karel Provansalski, pa Provanso.

## Družina
Leta 821 se je poročil z Ermengardo Toursko, ki je leta 851 umrla. Z njo je imel: 
- Ludvika II. (825–875), katerega je papež Sergij II. leta 844 kronal za kralja Italije; leta 850 je bil kronan za cesarja.
- Hiltrudo (826–865), poročeno z Berengarjem Spoletskim.
- Ermengardo (okoli 825–849). Ime se včasih pripisuje neimenovani hčerki, ki jo je ugrabil in poročil masgauski grof Gilberd.
- Berto (okoli 830–852), poročeno z neznanim moškim, kasneje opatinjo Avenaya.
- Gizelo (okoli  830–856), opatinjo samostana San Salvatore v Brescii.[8]
- Lotarja II. (835–869), očetovega naslednika.
- Rotrudo (okoli  840), poročeno z Lambertom III. Nantskim.
- Karla (845–863), ki je nasledil Provanso, Lyon in Transjursko Burgundijo.

Imel je tudi najmanj enega nezakonskega sina:
- Karlmana  (?–853)